# Juan Carlos Escobar Aguilar
Juan Carlos Escobar Aguilar (La Paz, 1962 - Ídem 8 de mayo de 2009) fue un montañista y guía de montaña boliviano, conocido por haber sido el primer boliviano en ascender el Everest como guía de montaña el 17 de mayo de 2006.

## Biografía

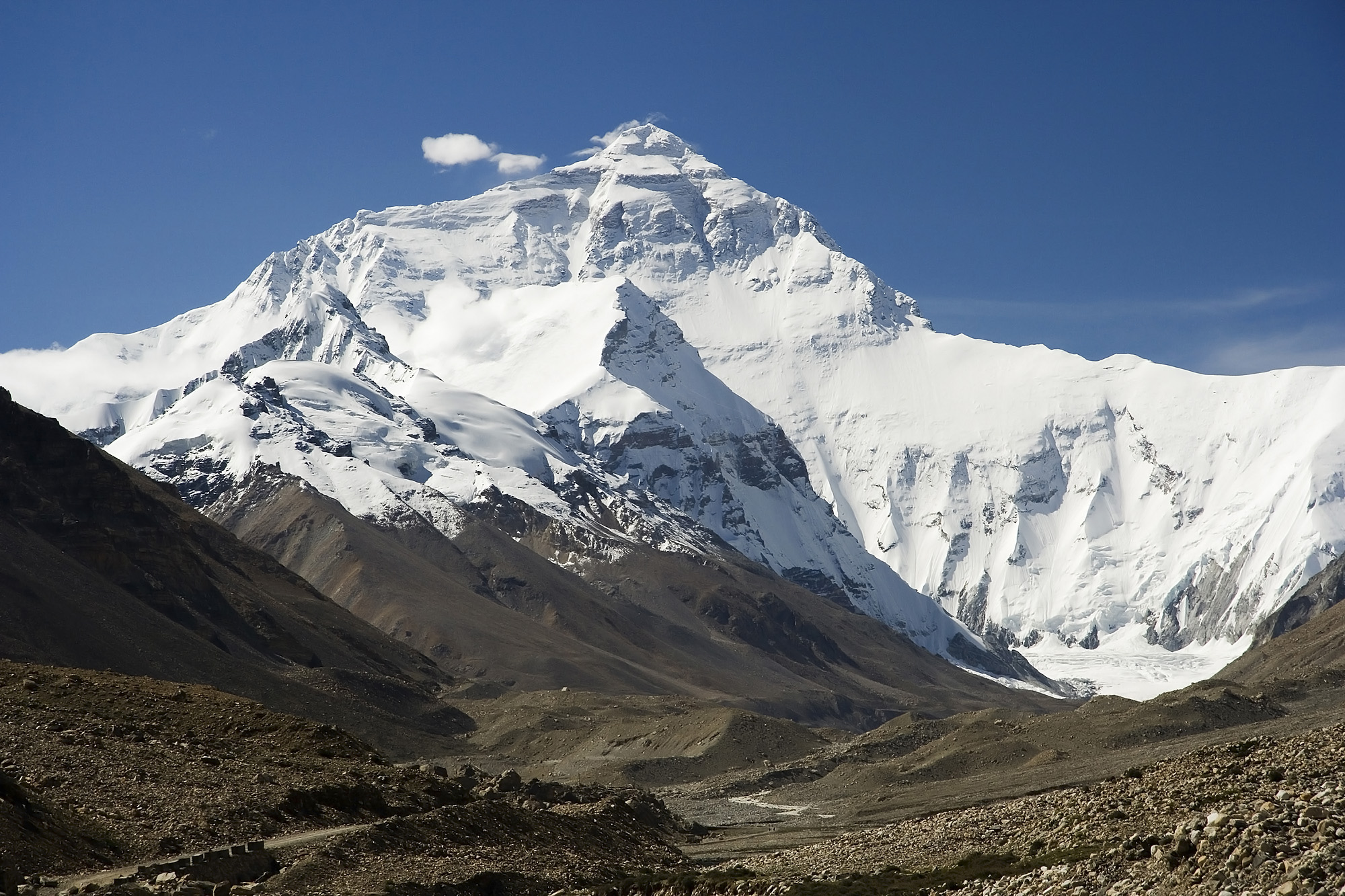
Everest, cara norte, Monte que Escobar escaló como el primer guía de montaño boliviano en lograrlo.

Escobar fue uno de ocho hijos de una familia paceña. Escobar estudiaba Ingeniería petrolera a mediados de los ochenta, cuando decidió tomar cursos de montañismo tras ver un afiche del Club de Excursionismo, Andinismo y Camping (CEAC) , desde entonces emprendió una carrera que lo llevó a iniciar su propia empresa de turismo en la ciudad de La Paz. Inicialmente dedicaba los fines de semana al montañismo, luego fue invitado a realizar el ascenso al Huayna Potosí, con la práctica se hizo parte de la Asociación de Guías de Alta Montaña y Trekking de Bolivia, adquiriendo los conocimientos y experiencia que le permitieron trabajar en una agencia de viajes.
En 1997 se casó con Grissel Gómez, su antigua compañera de trabajo e iniciaron su propia agencia de viajes: Adventure Climbing and Trekking Company of South America. la compañía extendió sus operaciones a Perú, Argentina, Ecuador y Chile, Escobar trabajó durante 14 años como parte de Jagged Globe, siendo un guía de montaña altamente valorado.
En 2006, a sus 45 años, fue invitado para participar como guía de montaña en un ascenso al Everest, fue parte de un equipo de 7 personas que llegaron a la cima el 17 de mayo.
En 2006 identificó  restos del Vuelo 980 de Eastern Airlines en el Illimani. Escobar había sobrevolado el sector previamente, luego decidió hacer una inspección en la que tomaron fotografías, las mismas fueron presentadas a un experto en aviación quien identificó las mismas como pertenecientes al vuelo.

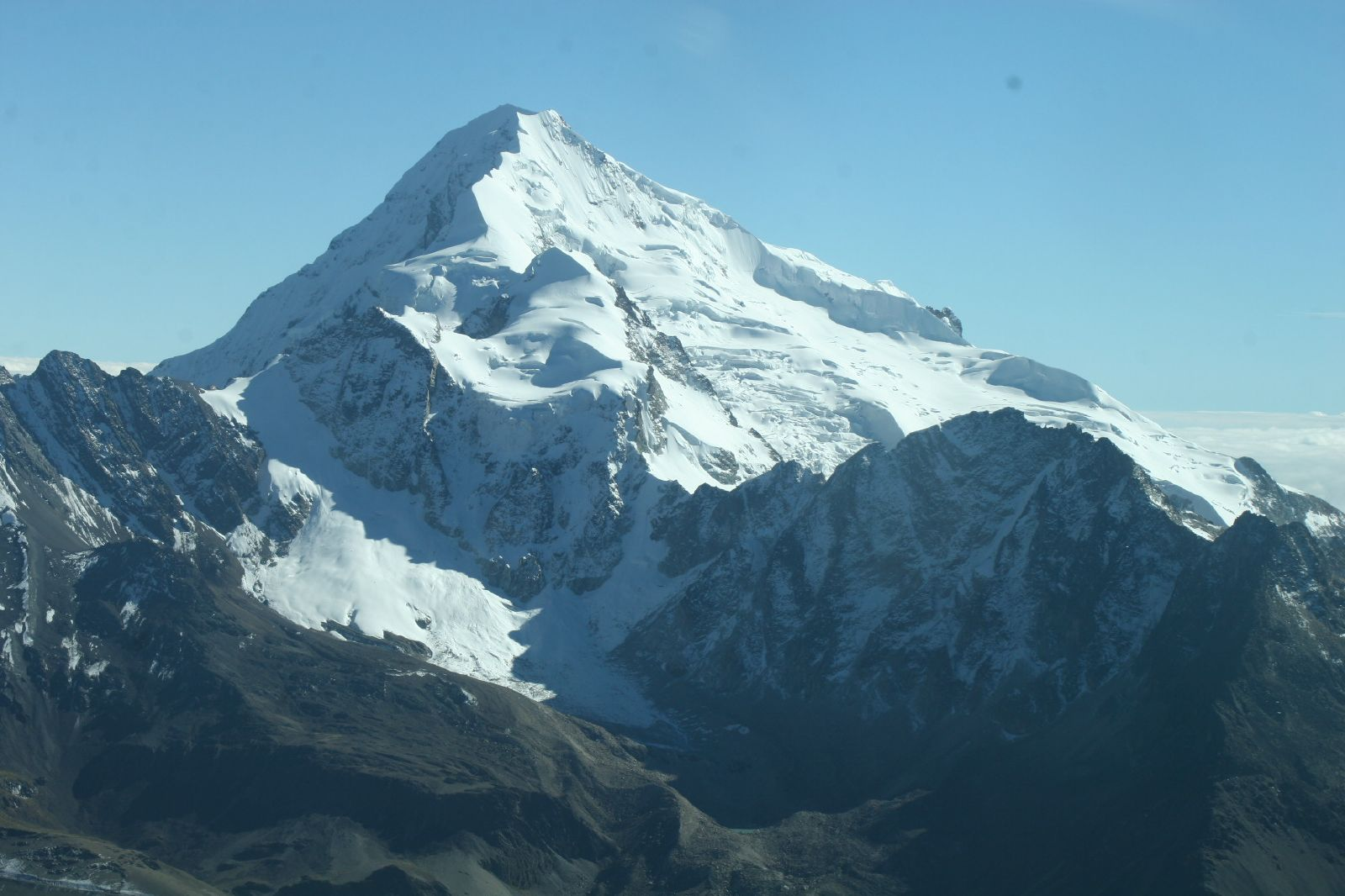
Huayna Potosí, en Bolivia, la primera montaña que ascendió Escobar.

Escobar falleció en 2009 a causa de un cáncer de pulmón.

## Ascensos
- Illimani, entre 30 y 40 veces.[7]

- Everest, 17 de mayo de 2006, primer boliviano como guía de montaña, 3.º del total de sus connacionales.[9]